# Elizabethtown (Kentucky)
Elizabethtown is een plaats (city) in de Amerikaanse staat Kentucky, en valt bestuurlijk gezien onder Hardin County.

## Demografie
Bij de volkstelling in 2000 werd het aantal inwoners vastgesteld op 22.542.
In 2006 is het aantal inwoners door het United States Census Bureau geschat op 23.406.

## Geografie
Volgens het United States Census Bureau beslaat de plaats een oppervlakte van
63,1 km², waarvan 62,3 km² land en 0,8 km² water. Elizabethtown ligt op ongeveer 272 m boven zeeniveau.

## Plaatsen in de nabije omgeving
De onderstaande figuur toont nabijgelegen plaatsen in een straal van 20 km rond Elizabethtown.